# Robert Kiłdanowicz
Robert Kiłdanowicz (ur. 21 października 1969 w Szczecinie) – polski piłkarz, działacz piłkarski, doktor nauk społecznych w dyscyplinie nauki prawne.
Wychowanek Stomilu Olsztyn, w swojej karierze reprezentował również barwy Widzewa Łódź, Włókniarza Pabianice, Olimpii Poznań, Warty Poznań, Sokoła Pniewy, Polonii Warszawa, Śląska Wrocław, Jezioraka Iława, Hetmana Zamość, Aluminium Konin, Pogoni Szczecin oraz niemieckiego SV Babelsberg.
W I lidze rozegrał 58 spotkań, podczas których zdobył 2 bramki.
Uzyskał licencję menedżera piłkarskiego. 30 czerwca 2014 roku został prezesem Stomilu Olsztyn. 19 lutego 2015 roku zrezygnował z funkcji prezesa Stomilu Olsztyn.
W 2024 na Uniwersytecie Warszawskim uzyskał stopień doktora nauk społecznych w dyscyplinie nauki prawne na podstawie napisanej pod kierunkiem Karola Karskiego rozprawy zatytułowanej Status prawny międzynarodowych organizacji piłkarskich FIFA i UEFA.